# 차오란
차오란(중국어: 乔然, 병음: Qiao Ran, 한자음: 교연, 1998년 2월 11일 ~ )은 중화인민공화국의 바둑 기사이다. 허베이성 바오딩시 출신으로 중국기원 소속의 3단이다.

## 경력
중국 허베이성 바오딩시에서 태어났다. 2012년에 프로 바둑에 입단했다. 2014년 제2회 바이링배 예산에서 강유택에게 패해 탈락했고 2015년 제2회 몽백합배 세계 바둑 오픈전 예선에서 이창호 기사에게는 승리했지만 멍타이링에게 져서 탈락했다. 2015년 3단으로 승단했다.
2016년 제3회 바이링배 예산에서 자오저룬과 최영찬을 차례로 물리쳤지만 구링이에게 져서 본선 진출에 실패했고, 2016년 제1회 신아오배 세계바둑오픈 예선에서는 한승주에게 패했다.